# ميلرينوني
ميلرينون(Milrinone)، الذي يباع تحت الإسم التجاري بريماكور (Primacor)، هو دواء يستخدم لعلاج قصور القلب.  و يستخدم على المدى القصير لأولئك الذين لا تكفيهم الأدوية الأخرى.  و يعطى عن طريق الحقن في الوريد. 
و تشمل الآثار الجانبية الشائعة له ما يلي: عدم انتظام ضربات القلب البطيني، و انخفاض ضغط الدم، و الصداع.  قد تشمل الآثار الجانبية الأخرى على انخفاض البوتاسيوم ، كما قد يؤدي الاستخدام طويل الأمد إلى زيادة نسبة الوفاة.  و هو مثبط فوسفوديستريز 3 الذي يعمل على زيادة انقباض القلب و تقليل مقاومة الأوعية الدموية. 
ووفق عليه من أجل الاستخدام الطبي في الولايات المتحدة في عام 1987.  و هو متوفر كأدوية مكافئة.  في المملكة المتحدة، يكلف 10 ملغ هيئة الخدمات الصحية الوطنية حوالي 20 جنيهًا إسترلينيًا وذلك ابتداء من عام 2021.  أما في الولايات المتحدة تبلغ تكلفة هذه الكمية حوالي 5 دولارات أمريكية. 